# 백다랑어

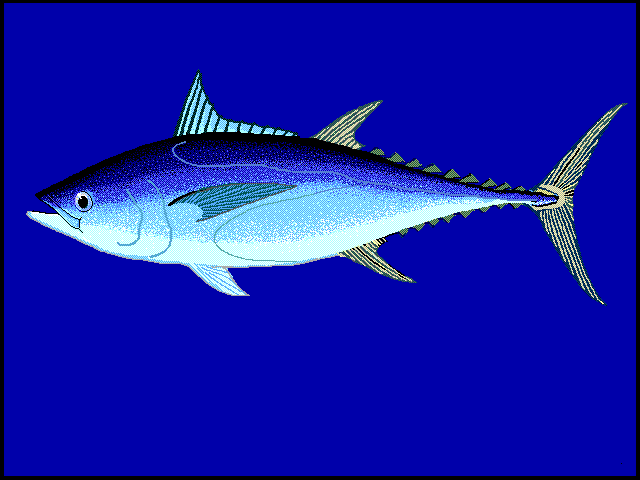

백다랑어(Thunnus tonggol)는 고등어과에 속하는 물고기이다. 참다랑어와 생김새가 흡사한 편이다.
백다랑어는 길이 145cm(57인치), 무게 35.9kg(79lb)에 이른다. 비슷한 크기의 참치에 비해 성장이 느리고 수명이 길어 남획에 취약할 수 있다.